# Belal Abduldaim
Belal Loay Abduldaim (arab بلال عبد الدايم; ur. 1 czerwca 1983 w Himsie) – syryjski piłkarz, grający na pozycji środkowego obrońcy.

## Kariera klubowa
Belal Abduldaim rozpoczął swoją zawodową karierę w 2002 roku w klubie Al Karama. Z Al Karamą czterokrotnie zdobył mistrzostwo Syrii w 2006, 2007, 2008 i 2009, czterokrotnie Puchar Syrii w 2007, 2008, 2009, 2010, Superpuchar Syrii w 2008 oraz dotarł do finału Azjatyckiej Ligi Mistrzów w 2006. Następnie grał w jordańskim Al-Wehdat Amman, bahrajńskim  Al-Muharraq (Puchar Bahrajnu w 2012) oraz omańskich Suwaiq Club, Sur SC, Al-Musna'a SC i Saham Club (Puchar Omanu w 2016).

## Kariera reprezentacyjna
W reprezentacji Syrii Abduldaim zadebiutował 27 grudnia 2008 w towarzyskim meczu z Arabią Saudyjską. W 2011 został powołany na Puchar Azji. W reprezentacji rozegrał 27 spotkań.